# Travancoriana
Travancoriana is een geslacht van kreeftachtigen uit de klasse van de Malacostraca (hogere kreeftachtigen).

## Soorten
- Travancoriana charu Bahir & Yeo, 2007
- Travancoriana convexa (Roux, 1931)
- Travancoriana granulata Pati & Sharma, 2013
- Travancoriana kuleera Bahir & Yeo, 2007
- Travancoriana napaea (Alcock, 1909)
- Travancoriana pollicaris (Alcock, 1909)
- Travancoriana schirnerae Bott, 1969